# Scouting
Scouting is een door Robert Baden-Powell opgerichte internationale jeugdorganisatie.
Wereldwijd is scouting de grootste jeugd- en jongerenorganisatie met in 2020 zo'n 55 miljoen leden verdeeld over 223 landen. In Nederland wordt scouting vertegenwoordigd door Scouting Nederland en in België door de Gidsen- en Scoutsbeweging in België en door de Europascouts - België. De meeste scoutingfederaties in de wereld zijn verenigd in de overkoepelende World Organization of the Scout Movement (WOSM) en/of World Association of Girl Guides and Girl Scouts (WAGGGS).
In veel landen wordt nog onderscheid gemaakt tussen verkenners en gidsen. Dit zijn respectievelijk de jongens- en meisjesverenigingen. De activiteiten zijn vaak min of meer hetzelfde en in veel landen zijn er inmiddels gemengde verenigingen of speltakken.

## Spel van Verkennen
De door Baden-Powell ontworpen "scoutmethode" heeft als belangrijkste doel het aanleren van zelfstandigheid. Deze zelfstandigheid wordt aangeleerd door middel van uitdagingen, bij voorkeur in de natuur. Daarbij leren de scouts om samen te werken en leiding te geven, doordat ze in kleine vaste groepjes werken met hun eigen aanvoerder. Verder heeft scouting als principes een zelfstandige manier waarop scouts werken, leren door interesse in plaats van competitie en nadruk op het individu in plaats van de groep.
De pedagogische doeleinden behoren voor de scout verborgen te zitten in een aantrekkelijk spel. Scouting kent ook een aantal morele regels, vooral gebaseerd op hulpvaardigheid. Omdat echte survival in de praktijk van een moderne samenleving moeilijk is uit te voeren, ligt de nadruk op een breed aanbod van spelen, activiteiten en sporten.
Scouting heeft als thema het leven van avonturiers als verkenners (landscouts), zeelieden (zeescouts) of vliegeniers (luchtscouts), maar gebracht als spel. Ook zijn er bijvoorbeeld in Nederland ruitergidsen, scoutinggroepen die naast scouting ook paardrijden. En de Blauwe vogels, scouting voor kinderen en volwassenen met een beperking (die in België AKABE worden genoemd). Een deel van dit thema bestaat uit het meest herkenbare onderdeel van scouting: het uniform. Dit bestaat meestal uit een hemd, blouse of trui, een scoutingdas en insignes voor behaalde vaardigheden. De kleur van de blouse hangt in Nederland af van de speltak en in België of Frankrijk meestal van de scoutingfederatie. In deze landen heeft iedere lokale groep zijn eigen daskleur en -patroon.

## Geschiedenis
Als militair commandant werd Robert Baden-Powell beroemd nadat hij tijdens de Tweede Boerenoorlog een lange belegering van Mahikeng in Zuid-Afrika volhield tegenover een groter Boerenleger onder Piet Cronjé. Hij was een specialist in militair verkennen en jongens speelden dit na volgens een klein zakboekje waarin hij erover schreef.
Terug in Engeland werd er vooral vanuit de Boy-Brigades druk op hem uitgeoefend om hier een jongensspel van te maken. Toen hij te gast was bij de Britse jeugdorganisatie "the Boys' Brigade" zag hij hoeveel leden die had en dat ouderen bereid waren hun tijd te geven als leider. Het militaire marcheren met houten geweertjes beviel hem niet. Omdat dit de jongens zou vervelen, suggereerde hij dat ze met een ander spel meer jongens zouden trekken. De leider van de The Boys' Brigade vroeg hem een voorstel.
Twee jaar later werkte Baden-Powell onder druk van zijn uitgever (want aan spelboeken viel geld te verdienen) zijn ideeën uit. Hij gebruikte delen van zijn vorige boeken, las literatuur over ander jeugdwerk en nam ideeën over, zoals van de "The Woodcraft Indians" van de Canadees Ernest Thompson Seton.
Om zijn opzet te testen, organiseerde hij van 1-8 augustus 1907 het eerste scoutingkamp op Brownsea Island. Daarna kwam het boek uit in losse afleveringen: Scouting for Boys (Verkennen voor jongens) met als ondertitel A Handbook for Instruction in Good Citizenship Through Woodcraft. Het was een spelplan voor jeugdorganisaties. Vooral in het Britse rijk, maar ook daarbuiten (zoals reeds vroeg in 1909 in Chili), begonnen groepjes jongens zelf groepen op te richten. Hierdoor werd Baden-Powell gedwongen om een eigen scoutingorganisatie op te richten. In de daarop volgende jaren breidde scouting zich uit naar de rest van Europa en de wereld.
Het boek benadrukt eigenschappen als vaderlandslievendheid, hulpvaardigheid en onbaatzuchtigheid, burgerzin, moed, vindingrijkheid, discipline en improvisatievermogen. Op moderne lezers maakt het soms een gedateerde indruk omdat de wetenschappelijke en geneeskundige principes achterhaald zijn. De benoemde normen en waarden en later voor leiders beschreven manier om met jongeren om te gaan (de scoutmethode) spelen in het huidige scouting echter nog steeds een rol. Het boek is een mengeling van uittreksels uit jongensboeken, verhalen, tips en trucs, kampeer- en spoorzoekersvaardigheden en aanwijzingen voor begeleiders.
Hedendaagse scoutinggroepen nemen meer afstand van vaderlandsliefde en discipline, en richten zich ook op het leren kritisch te zijn naar de maatschappij, alsmede een open houding aan te nemen jegens andersdenkenden.

## Leeftijdsgroepen
Oorspronkelijk had Baden-Powell een groep jongens van 11 tot 17 jaar oud, maar inmiddels is scouting ook voor meisjes en meerdere leeftijden.
In de meeste landen is scouting ingedeeld in leeftijdsgroepen ongeveer volgens onderstaande tabel. Elke organisatie heeft een eigen preciezere leeftijdsindeling en benaming.
| Leeftijd - tot 7-8 jaar - 7-8 tot 10-12 jaar - 10-12 tot 15-16 jaar - 15-16 jaar tot 18 jaar - vanaf 18 jaar | Scouting - Bevers - Welpen - Scouts - Explorers - Roverscouts | Guiding - Rainbow Guides - Kabouters - Gidsen - Senior Gidsen - Rangers |

Traditionele organisaties hebben vaak een ongesplitste scouts/gidsen leeftijdsgroep van 11 tot 17 jaar. Bij veel organisaties heeft de rovers/rangers leeftijdsgroep een maximumleeftijd met soms een aparte leeftijdsgroep voor volwassenen.

## Internationale samenwerking
De meeste scoutsverenigingen in de wereld zijn verenigd in de overkoepelende World Organization of the Scout Movement (WOSM) en/of World Association of Girl Guides and Girl Scouts (WAGGGS). De WOSM richt zich op scouting voor jongens en gemengde scouting. De WAGGGS richt zich op scouting voor meisjes. Binnen de WOSM en de WAGGGS werken een aantal scoutingorganisaties nog samen in op geloof gebaseerde verbanden zoals de Wereldvereniging van Katholieke Scouts (ICCS) of op taal gebaseerde zoals de Comunidade do Escutismo Lusófono voor Portugeestalige scouting. Naast de WOSM en de WAGGGS bestaat nog de International Scout and Guide Fellowship (ISGF) voor oud-leden van de WOSM en de WAGGGS. Daarnaast bestaan er nog enkele kleine wereldorganisaties, die niet samenwerken met de WOSM en de WAGGGS: Confédération Européenne de Scoutisme (CES), Order of World Scouts (OWS), Union Internationale des Guides et Scouts d'Europe (UIGSE-FSE), World Federation of Independent Scouts (WFIS) en World Organization of Independent Scouts (WOIS).

## Internationale activiteiten
Om de vier jaar wordt de internationale versie van de Jamboree gehouden: de World Scout Jamboree. Ook wordt ieder jaar over de hele wereld in het derde weekend van oktober een JOTA (Jamboree on the Air) gehouden, waarbij scouts contact met elkaar maken via korte golf zendapparatuur. De internetversie van de JOTA wordt de JOTI (Jamboree On The Internet) genoemd, waarbij scouts via het wereldwijde netwerk contact met elkaar leggen.
Voorts kennen waterscouts een Nawaka, waarbij groepen vanuit de hele wereld elkaar op het water treffen.

## België
In België spreekt men in plaats van Scouting meestal over de scouts. Scouting is in België grotendeels opgesplitst naar de federale structuur van het land.
De WOSM en WAGGGS scoutingorganisaties zijn ondergebracht in één landelijke parapluorganisatie (The Guides and Scouts Movement of Belgium / De Gidsen- en Scoutsbeweging in België / Le Guidisme et Scoutisme en Belgique) om zo lid te mogen zijn van deze wereldorganisaties.
Eén scoutsbeweging is aangesloten bij de Internationale Unie van de Europascouts en -gidsen (UIGSE-FSE) en heeft leden in alle landsdelen van België:
- Europascouts en -gidsen België / Guides et Scouts d'Europe (ESG-B FSE), met ongeveer 2.000 leden in heel België.

Dankzij de internationale instellingen in België zijn er diverse internationale Scoutinggroepen voor andere naties zoals Amerikaanse, Britse, Finse, Poolse en Noorse groepen.

## Nederland
In Nederland werd scouting vóór 1973 in algemene en protestantse kringen 'padvinderij' en in katholieke kringen 'verkennerij' genoemd. Tegenwoordig spreekt men bijna overal van scouting. Bijna alle scoutinggroepen zijn aangesloten bij Scouting Nederland. De vereniging ontstond op 6 januari 1973 uit een fusie tussen de toenmalige verenigingen: De Nederlandse Padvinders, De Katholieke Verkenners, Het Nederlandse Padvindstersgilde en De Nederlandse Gidsen.
In Nederland zijn er voornamelijk gemengde verenigingen en Scouting Nederland heeft alleen nog maar gemengde programma's. Er zijn verenigingen die het programma apart aanbieden voor jongens en meisjes. Kinderen vanaf 5 jaar kunnen lid worden bij lokale scoutinggroepen. De jeugdleden (5 - 18 jaar) worden begeleid door vrijwilligers. Door Scouting Nederland worden trainingen aangeboden die ervoor zorgen dat deze vrijwilligers bekwaam zijn in het omgaan met kinderen van verschillende leeftijden.

## Suriname
Scouting werd in 1910 in Suriname geïntroduceerd en verdween ten tijde van de Eerste Wereldoorlog. In 1924 ontstond de behoefte aan de padvinderij bij een vriendengroepje in de buurt van het Kerkplein. Dr. Rademaker werd bereid gevonden te leiden en op 29 juli 1924 werd de Surinaamse afdeling van de NPV opgericht. Na een besluit van het Nederlandse rooms-katholieke episcopaat moesten de katholieke scouts zich in 1937 afsplitsen. In 1968 kwam er samenwerking op gang, onder druk van de World Organization of the Scout Movement (WOSM) die slechts één scoutingorganisatie per land accepteerde. De samenwerking leidde in 1972 tot een fusie in de Boy Scouts van Suriname. Sinds 1947 en 1948 waren er twee meisjesgildes. Zij werken samen in de Surinaamse Padvindsters Raad en kregen in 1972 erkenning van de WOSM.

## Kritiek
Op verschillende aspecten van scouting is in verloop van de tijd kritiek geleverd, zoals het militaristische karakter, de braafheid en de seksuele normen. Het duurde tot 2013 voordat in de VS werd besloten dat ook homoseksuelen lid mochten worden van scouting.